# Цзэн Ляньсун
Цзэн Ляньсу́н (кит. трад. 曾聯松, упр. 曾联松, пиньинь Zēng Liánsōng; 1917—1999) — китайский экономист, актёр, дизайнер флага Китайской Народной Республики.

## Краткая биография
Поступил в 1936 году на экономический факультет Национального центрального университета (переименован в 1949 году в Национальный Нанкинский университет). Во время Второй японо-китайской войны 1937—1945 годов он участвовал в борьбе против японских войск. Он был также членом Постоянного комитета Народного политического консультативного совета Шанхая.